# Haplochthonius sanctaeluciae
Haplochthonius sanctaeluciae är en kvalsterart som beskrevs av Bernini 1973. Haplochthonius sanctaeluciae ingår i släktet Haplochthonius och familjen Haplochthoniidae. Inga underarter finns listade i Catalogue of Life.